# Burma i olympiska sommarspelen 1988
Burma, formellt Myanmar, deltog i de olympiska sommarspelen 1988 med en trupp bestående av två kvinnliga deltagare, ingen av dem erövrade någon medalj.

## Friidrott
Damer
| Idrottare    | Gren                  | Heat          | Heat          | Semifinal | Semifinal | Final            | Final            |
| Idrottare    | Gren                  | Tid           | Placering     | Tid       | Placering | Tid              | Placering        |
| ------------ | --------------------- | ------------- | ------------- | --------- | --------- | ---------------- | ---------------- |
| Khinkhinhtwe | Damernas 1 500 meter  | 4:20,92       | 23            |           |           | Gick inte vidare | Gick inte vidare |
| Khinkhinhtwe | Damernas 3 000 meter  | 9:26,57       | 29            |           |           | Gick inte vidare | Gick inte vidare |
| Mar Mar Min  | Damernas 10 000 meter | Startade inte | Startade inte |           |           | Gick inte vidare | Gick inte vidare |
| Mar Mar Min  | Damernas maraton      |               |               |           |           | Fullföljde inte  | Fullföljde inte  |